# Emma Eichenberger
Emma Eichenberger (* 16. September 1888 in Lille in Frankreich; † 28. Dezember 1962 in Zürich) war eine Schweizer Lehrerin.

## Leben und Werk
Emma Eichenberger war die Tochter des Heinrich Eichenberger. Sie absolvierte das Lehrerinnenseminar und unterrichtete als Oberstufenlehrerin 1908 in Rifferswil und Affoltern am Albis. Anschliessend wurde sie in den alten Schulkreis 3 der Stadt Zürich berufen, wo sie bis zu ihrer Pensionierung 1957 lehrte. Als junge Lehrerin wurde von ihren Kollegen als erste Frau zur Kapitelpräsidentin gewählt. Sie war Präsidentin des Lehrerinnenturnvereins Zürich und Mitarbeiterin in der Pädagogischen Vereinigung des Lehrervereins, der sie später für ihre Verdienste zum Ehrenmitglied ernannte.
Sie widmete sich besonders der guten Jugendliteratur und war Mitglied der Jugendschriftenkommission des Schweizerischen Lehrervereins, in der Jugendbuchkommission des Pestalozzianums und der Fibelkommission. Als Mitglied der Stiftungskommission des Schweizerischen Jugendschriftenwerks (SJW) stellte sie ihre Erfahrung dem Bund für Jugendliteratur zur Verfügung.
Als 1932 die Sektion Zürich des Lehrerinnenvereins das geschäftsleitende Büro des Schweizerischen Lehrerinnenvereins übernahm, versah Emma Eichenberger das Amt einer der beiden Schriftführerinnen und wurde später Vizepräsidentin. Von 1940 bis 1950 war sie Zentralpräsidentin des Schweizerischen Lehrerinnenvereins.
An der Landesausstellung 1939 organisierte sie in der Abteilung Schule den reibungslosen Ablauf der vielen verschiedenen Lektionen. Während des Zweiten Weltkriegs organisierte sie Hilfsaktionen für Flüchtlingskinder und für verfolgte Berufskolleginnen. In Pfyn, im Thurgau, und in Schangnau, im Emmental, wurden Arbeitslager für stellenlose junge Lehrerinnen eingerichtet und für ausländische, durch das Kriegsgeschehen körperlich und seelisch mitgenommene Kolleginnen wurde gesorgt.
Sie war Stiftungsratsmitglied des Kinderdorfs Pestalozzi in Trogen AR und wurde zur mütterlichen Freundin der Kinder, sorgte für Herangewachsene, die sich zur Weiterbildung in ihrer Nähe aufhielten und nahm sie im eigenen Heim auf, ebenso wie Kinder aus ihrer Verwandtschaft, die durch das Kriegsgeschehen heimatlos geworden waren. Sie gehörte zu den Organisatoren, die ab 1954 jeden Sommer im Trogener Kinderdorf eine internationale Lehrertagung nach dem Vorbild des Internationalen Arbeitskreises Sonnenberg durchführten.
Von 1950 bis 1958 gehörte sie der Redaktionskommission der Schweizerischen Lehrerinnen-Zeitung an. 1958 betreute sie die Schulstube an der Saffa in Zürich.

## Schriften
- Herausgeberin mit Jakob Warrenberger und Willi Schohaus der Schriftenreihe für junge Mädchen. Schweizer Spiegel Verlag, Zürich.[4]
- Helft den Spanienkindern! In: Schweizerische Lehrerinnenzeitung. Band 41 1936–1937, Heft 24. online
- Kampf der Schundliteratur! 20 Jahre Schweizerisches Jugendschriftenwerk. In: Schweizerische Lehrerinnenzeitung. Band 55, 1950–1951, Heft 13–14.
- Elementarlehrerin? In: Schweizerische Lehrerinnenzeitung. Band 59, 1954–1955, Heft 14. online